# Brazey-en-Morvan
Pour les articles homonymes, voir Brazey et Morvan.
Brazey-en-Morvan, anciennement Brazey-en-Montagne, est une commune française située dans le canton d'Arnay-le-Duc du département de la Côte-d'Or, en région Bourgogne-Franche-Comté.

## Géographie
Comme son nom l'indique, Brazey se situe dans le massif du Morvan.

### Hydrographie
La commune est desservie par plusieurs rivières, telles que le Chileu, et possède quelques étangs.

### Climat
Pour des articles plus généraux, voir Climat de la Bourgogne-Franche-Comté et Climat de la Côte-d'Or.
En 2010, le climat de la commune est de type climat des marges montargnardes, selon une étude du Centre national de la recherche scientifique s'appuyant sur une série de données couvrant la période 1971-2000. En 2020, Météo-France publie une typologie des climats de la France métropolitaine dans laquelle la commune est exposée à un climat océanique altéré et est dans la région climatique  Lorraine, plateau de Langres, Morvan, caractérisée par un hiver rude (1,5 °C), des vents modérés et des brouillards fréquents en automne et hiver. 
Pour la période 1971-2000, la température annuelle moyenne est de 10 °C, avec une amplitude thermique annuelle de 16,7 °C. Le cumul annuel moyen de précipitations est de 1 032 mm, avec 13 jours de précipitations en janvier et 8,2 jours en juillet. Pour la période 1991-2020, la température moyenne annuelle observée sur la station météorologique de Météo-France la plus proche, « Arnay_sapc », sur la commune de Saint-Prix-lès-Arnay à 17 km à vol d'oiseau, est de 10,5 °C et le cumul annuel moyen de précipitations est de 799,9 mm,. Pour l'avenir, les paramètres climatiques de la commune estimés pour 2050 selon différents scénarios d'émission de gaz à effet de serre sont consultables sur un site dédié publié par Météo-France en novembre 2022.

### Hameaux, lieux-dits, écarts
- Montot
- Chevannes
- La Coperie
- La ferme de Nantille

### Voies de communication et transports

#### Voies routières
Brazey-en-Morvan se situe sur la RD 117, qui relie la limite avec la Nièvre à Salmaise.
La commune est également desservie par les RD 15, RD 17 et RD 17B, qui permettent de rejoindre entre autres Saulieu ou Arnay-le-Duc.

#### Transports ferroviaires
La commune dispose d'une gare désaffectée sur la ligne de Cravant - Bazarnes à Dracy-Saint-Loup. Avec la fermeture de cette ligne au service voyageurs en 2011, Brazey-en-Morvan était desservie par un service d'autocars TER reliant Autun à Avallon via Saulieu, aujourd'hui remplacé par la ligne régionale (LR) 123 du réseau interurbain Mobigo.

## Urbanisme

### Typologie
Au 1er janvier 2024, Brazey-en-Morvan est catégorisée commune rurale à habitat très dispersé, selon la nouvelle grille communale de densité à 7 niveaux définie par l'Insee en 2022.
Elle est située hors unité urbaine et hors attraction des villes,.

### Occupation des sols
L'occupation des sols de la commune, telle qu'elle ressort de la base de données européenne d’occupation biophysique des sols Corine Land Cover (CLC), est marquée par l'importance des territoires agricoles (63,9 % en 2018), une proportion identique à celle de 1990 (63,9 %). La répartition détaillée en 2018 est la suivante : prairies (51,9 %), forêts (30 %), zones agricoles hétérogènes (9,1 %), milieux à végétation arbustive et/ou herbacée (4,5 %), terres arables (2,9 %), zones urbanisées (1,6 %). L'évolution de l’occupation des sols de la commune et de ses infrastructures peut être observée sur les différentes représentations cartographiques du territoire : la carte de Cassini (XVIIIe siècle), la carte d'état-major (1820-1866) et les cartes ou photos aériennes de l'IGN pour la période actuelle (1950 à aujourd'hui).

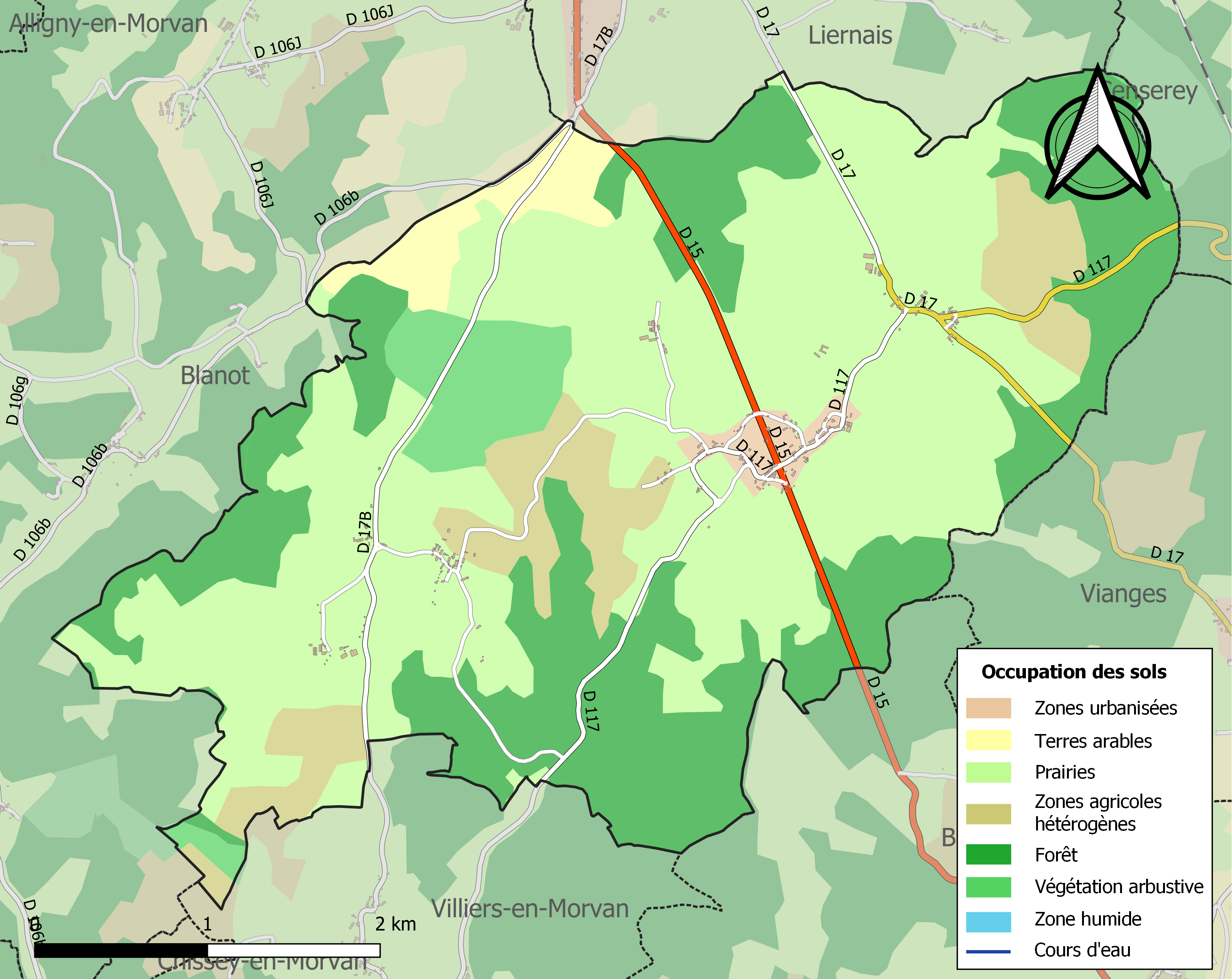
Carte des infrastructures et de l'occupation des sols de la commune en 2018 (CLC).

## Politique et administration

### Civile
| Période                                  | Période  | Identité      | Étiquette | Qualité     |
| ---------------------------------------- | -------- | ------------- | --------- | ----------- |
| mars 2008                                | 2010     | Paul Morin    |           |             |
| juillet 2010                             | en cours | René Margerie |           | Agriculteur |
| Les données manquantes sont à compléter. |          |               |           |             |

## Démographie
L'évolution du nombre d'habitants est connue à travers les recensements de la population effectués dans la commune depuis 1793. Pour les communes de moins de 10 000 habitants, une enquête de recensement portant sur toute la population est réalisée tous les cinq ans, les populations de référence des années intermédiaires étant quant à elles estimées par interpolation ou extrapolation. Pour la commune, le premier recensement exhaustif entrant dans le cadre du nouveau dispositif a été réalisé en 2007.

En 2022, la commune comptait 150 habitants, en évolution de +8,7 % par rapport à 2016 (Côte-d'Or : +0,82 %, France hors Mayotte : +2,11 %).
| 1793 | 1800 | 1806 | 1821 | 1831 | 1836 | 1841 | 1846 | 1851 |
| ---- | ---- | ---- | ---- | ---- | ---- | ---- | ---- | ---- |
| 443  | 466  | 449  | 536  | 596  | 562  | 527  | 529  | 546  |

| 1856 | 1861 | 1866 | 1872 | 1876 | 1881 | 1886 | 1891 | 1896 |
| ---- | ---- | ---- | ---- | ---- | ---- | ---- | ---- | ---- |
| 552  | 529  | 503  | 518  | 477  | 540  | 480  | 433  | 413  |

| 1901 | 1906 | 1911 | 1921 | 1926 | 1931 | 1936 | 1946 | 1954 |
| ---- | ---- | ---- | ---- | ---- | ---- | ---- | ---- | ---- |
| 391  | 398  | 384  | 325  | 310  | 293  | 294  | 259  | 222  |

| 1962 | 1968 | 1975 | 1982 | 1990 | 1999 | 2006 | 2007 | 2012 |
| ---- | ---- | ---- | ---- | ---- | ---- | ---- | ---- | ---- |
| 224  | 225  | 204  | 162  | 158  | 156  | 166  | 167  | 141  |

| 2017 | 2022 | - | - | - | - | - | - | - |
| ---- | ---- | - | - | - | - | - | - | - |
| 139  | 150  | - | - | - | - | - | - | - |

## Lieux et monuments
- Chapelle Sainte-Marguerite.
- Château de Brazey.
- Château de Montot.
- Église paroissiale Saint-Germain.
- Monument aux morts.

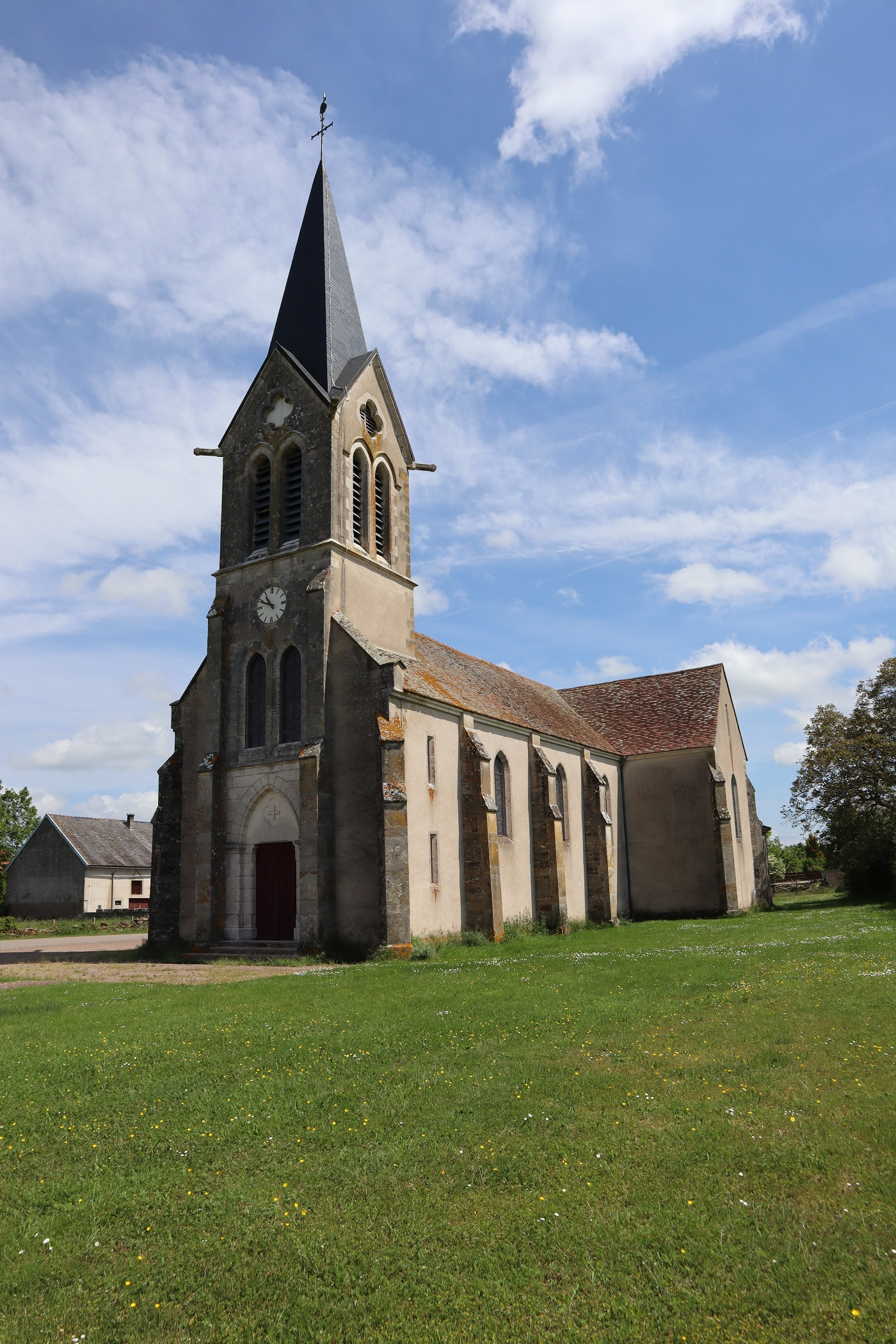
Église Saint-Germain.
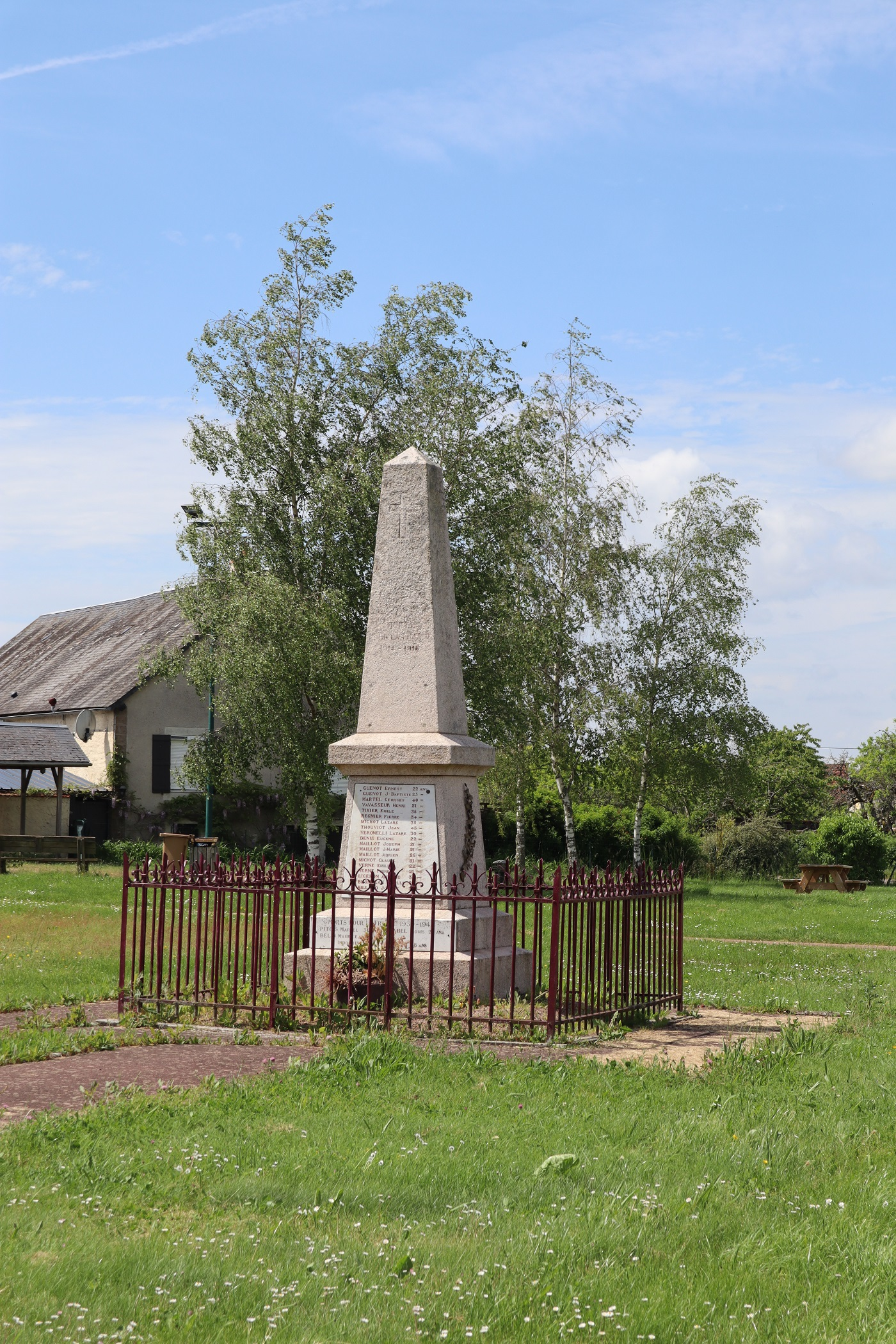
Monument aux morts.
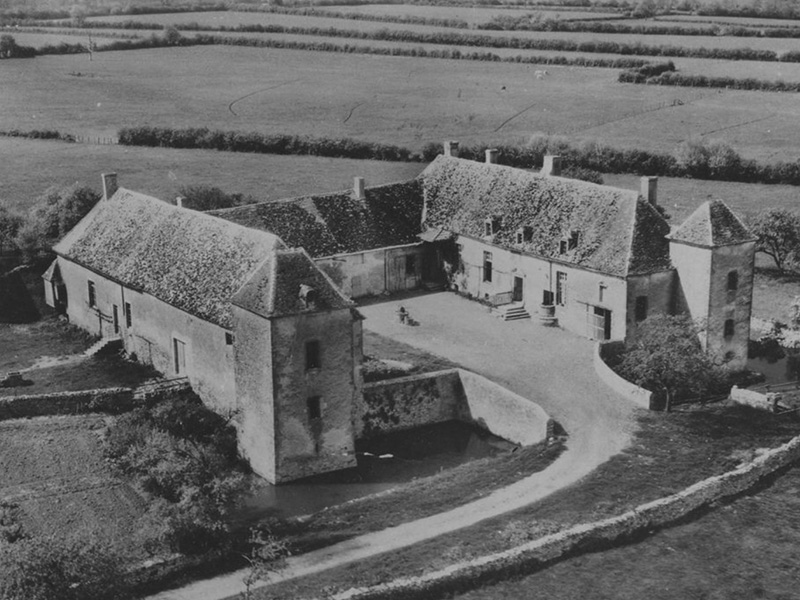
Château de Brazey.

## Personnalités liées à la commune
- François de La Grange (1920-1976), journaliste et animateur de télévision, y est inhumé.
- Jules Roy (1907-2000), écrivain.

## Héraldique
| Blason de Brazey-en-Morvan | Blason  | Tiercé en pairle renversé: au 1 de sinople à un dragon d'or, au 2 de gueules à un crosseron d'or, au 3 d'argent à un chêne de sable. |
| Blason de Brazey-en-Morvan | Détails | Créé par JF Binon. Sur PanneauPocket 2025                                                                                            |